# 茅ヶ崎西インターチェンジ
茅ヶ崎西インターチェンジ（ちがさきにしインターチェンジ）は、神奈川県茅ヶ崎市にある新湘南バイパスのインターチェンジである。なお、当ICは藤沢方面入口、茅ヶ崎海岸方面出口のみのハーフICである。

## 接続道路
- 国道1号

## 歴史
- 1988年3月30日 : 藤沢IC - 茅ヶ崎西IC間開通に伴い供用開始
- 1995年12月25日 : 茅ヶ崎西IC - 茅ヶ崎海岸IC間開通

## 周辺
- 茅ケ崎駅（JR東海道本線・相模線）
- 相模川
- 茅ヶ崎市立今宿小学校
- 茅ヶ崎市立萩園中学校

## 隣
E84 新湘南バイパス
(24) 茅ヶ崎中央IC（藤沢方面出入口） - (24) 茅ヶ崎中央IC（茅ヶ崎海岸方面出入口）/(25) 茅ヶ崎JCT - 茅ヶ崎西IC - 茅ヶ崎海岸IC